# Associazione Calcio Udinese 1928-1929
Questa pagina raccoglie le informazioni riguardanti l'Associazione Calcio Udinese nelle competizioni ufficiali della stagione 1928-1929.

## Stagione
Nella stagione 1928-1929 l'Udinese disputa il girone C del campionato di Prima Divisione Nord. Con 40 punti in classifica si è piazzato in terza posizione, alle spalle della Monfalconese che ha vinto il girone con 44 punti ed è stata promossa nel nuovo campionato di Serie B. Perché l'attuale stagione è l'ultimo atto delle riforme varate con la Carta di Viareggio del 1925, che ha previsto per la prossima stagione le Serie A e B a girone unico a livello nazionale. La Prima Divisione subirà così una ulteriore declassamento al terzo livello del calcio nazionale. Per agganciare la Serie B l'Udinese è costretto a vincere il torneo, ma non ci riesce, si piazza in terza posizione, dietro anche ad un ambizioso Forlì. La squadra bianconera sempre presieduta da Achille Villoresi viene affidate alle cure del tecnico magiaro Istvan Fogl riesce a fare bene, ma il terzo posto finale la lascia in Prima Divisione, fallendo l'obiettivo di essere fra le diciotto formazioni fondatrici del nuovo campionato di Serie B 1929-1930.

## Rosa
| N. |                   | Ruolo | Calciatore        |
| -- | ----------------- | ----- | ----------------- |
|    | Italia (bandiera) | C     | Asco Barbetti     |
|    | Italia (bandiera) | D     | Gino Bellotto     |
|    | Italia (bandiera) | D     | Carlo Bonino      |
|    | Italia (bandiera) | D     | Brusin            |
|    | Italia (bandiera) | P     | Emilio Caligaris  |
|    | Italia (bandiera) | D     | Ettore Cantarutti |
|    | Italia (bandiera) | P     | Bruno Cassetti    |
|    | Italia (bandiera) | A     | Oreste Dorigo     |
|    | Italia (bandiera) | D     | Alfredo Foni      |

| N. |                   | Ruolo | Calciatore       |
| -- | ----------------- | ----- | ---------------- |
|    | Italia (bandiera) | C     | Pietro Gerace    |
|    | Italia (bandiera) | A     | Vittorio Modotti |
|    | Italia (bandiera) | A     | Plinio Palmano   |
|    | Italia (bandiera) | D     | Otello Pascolini |
|    | Italia (bandiera) | C     | Mario Peressini  |
|    | Italia (bandiera) | C     | Sisto Tavano     |
|    | Italia (bandiera) | C     | Luigi Tosolini   |
|    | Italia (bandiera) | A     | Pietro Vittorio  |
|    | Italia (bandiera) | C     | Stelio Zilli     |

## Risultati

### Prima Divisione - girone C

#### Girone di andata
| Arbitro: | Pozzi (Monza) |

|  |           |                   |
|  | Marcatori | 16’, 85’ Vittorio |

| Arbitro: | Rampini (Venezia) |

|                       |           |  |
| Bellotto 55’ Foni 84’ | Marcatori |  |

| Arbitro: | Turbiani (Ferrara) |

|                 |           |         |
| U. Mondaini 16’ | Marcatori | 9’ Foni |

| Arbitro: | Caironi (Milano) |

|                                                                      |           |                |
| Tavano 18’ Foni 37’, 68’ Dorigo 39’, 75’ Tosolini 54’, 79’ Zilli 73’ | Marcatori | 52’ Contesotto |

| 28 ottobre 1928 5ª giornata |  | – Turno di riposo dell'Udinese |  |  |

| Arbitro: | Bruna (Venezia) |

|                             |           |             |
| Modotti 1’ Tosolini 4’, 48’ | Marcatori | 84’ Silgich |

| Arbitro: | Armani (Rovereto) |

|  |           |                                         |
|  | Marcatori | 43’, 66’ Tosolini 52’ Foni 89’ Vittorio |

| Arbitro: | Serra (Bologna) |

|  |           |              |
|  | Marcatori | 22’ Tosolini |

| Arbitro: | Caironi (Milano) |

|                             |           |                    |
| Spanghero 12’ Benvenuti 14’ | Marcatori | 38’ (aut.) Balboni |

| Arbitro: | Serra (Bologna) |

|  |           |                                             |
|  | Marcatori | 20’, 23’, 42’ Modotti 47’ Tosolini 80’ Foni |

| Arbitro: | Dalle Mole (Vicenza) |

|          |           |            |
| Foni 60’ | Marcatori | 3’ Sullich |

| Arbitro: | Girelli (Verona) |

|                     |           |              |
| Lele 44’ Tomich 86’ | Marcatori | 9’ Peressini |

| Arbitro: | D'Alessandro (Vercelli) |

|               |           |  |
| Peressini 67’ | Marcatori |  |

| Arbitro: | Parodi (Genova) |

|                 |           |  |
| Cavicchioli 25’ | Marcatori |  |

| Arbitro: | Bonello (Venezia) |

|                                      |           |                   |
| Barbetti 1’ Dorigo 15’ Foni 56’, 75’ | Marcatori | 58’, 90+1’ Pilati |

#### Girone di ritorno
| Arbitro: | Bruna (Venezia) |

|                                                 |           |  |
| Bonino 18’ Vittorio 34’, 64’ Peressini 73’, 87’ | Marcatori |  |

| Arbitro: | Scorzoni (Bologna) |

|                |           |                         |
| G. Gravisi 24’ | Marcatori | 20’ Barbetti 60’ Bonino |

| Arbitro: | Girelli (Verona) |

|                   |           |          |
| Peressin 64’ Foni | Marcatori | 27’ Sala |

| Arbitro: | Quilleri (Brescia) |

|                                                           |           |  |
| A. Brandi 40’ (rig.) Bisigato 57’ Fassina 63’ Moretto 68’ | Marcatori |  |

| 24 febbraio 1929 20ª giornata |  | – Turno di riposo Udinese |  |  |

| Arbitro: | Girelli (Verona) |

|              |           |                                       |
| Arrigoni 89’ | Marcatori | 8’ Modotti 33’ Peressini 76’ Tosolini |

| Arbitro: | Dell'Era (Brescia) |

|                                      |           |                    |
| Zilli 27’ Tosolini 29’ Peressini 52’ | Marcatori | 74’ (rig.) Camurri |

| Arbitro: | Mazzoletti (Cremona) |

|                               |           |                           |
| Foni 8’, 37’, 77’ Palmano 26’ | Marcatori | 52’ Wilfling 82’ Busolini |

| Arbitro: | Ferro (Milano) |

|                       |           |  |
| Foni 47’ Barbetti 48’ | Marcatori |  |

| Arbitro: | Rubinato (Venezia) |

|                                                      |           |  |
| Peressini 35’, 77’ Foni 51’ Barbetti 71’ Palmano 90’ | Marcatori |  |

| Arbitro: | Rovida (Milano) |

|                        |           |  |
| Sternisa 1’ Sullig 72’ | Marcatori |  |

| Arbitro: | Bayer (Fiume) |

|          |           |  |
| Foni 32’ | Marcatori |  |

| Arbitro: | Guarnieri (Milano) |

|                    |           |  |
| A. Badini 38’, 51’ | Marcatori |  |

| Arbitro: | Dorigo (Vicenza) |

|          |           |                          |
| Foni 85’ | Marcatori | 13’ Staffetta 70’ Vecchi |

| Faenza 2 giugno 1929 30ª giornata | Faenza | 0 – 2 Gara non disputata per forfait del Faenza | Udinese |  |